# Le Cheval et l'Âne
Le Cheval et l'Âne est la seizième fable du livre VI de Jean de La Fontaine situé dans le premier recueil des Fables de La Fontaine, édité pour la première fois en 1668.

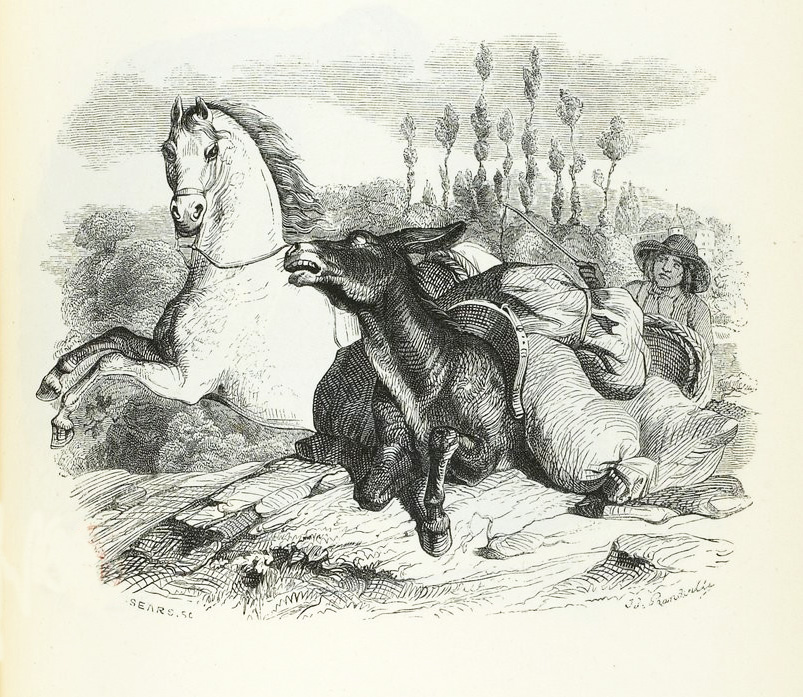
Dessin de Grandville (1838-1840)

## Texte
LE  CHEVAL ET L’ÂNE
[Ésope]

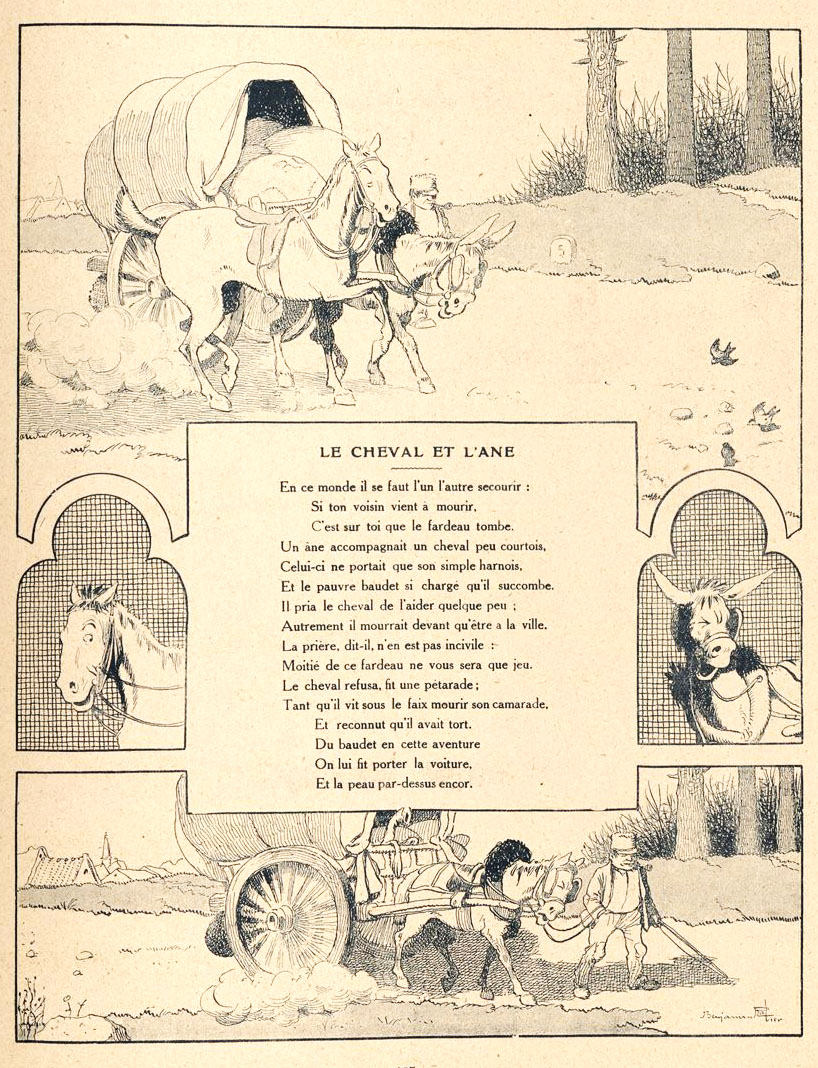
Illustration de Benjamin Rabier (1906)

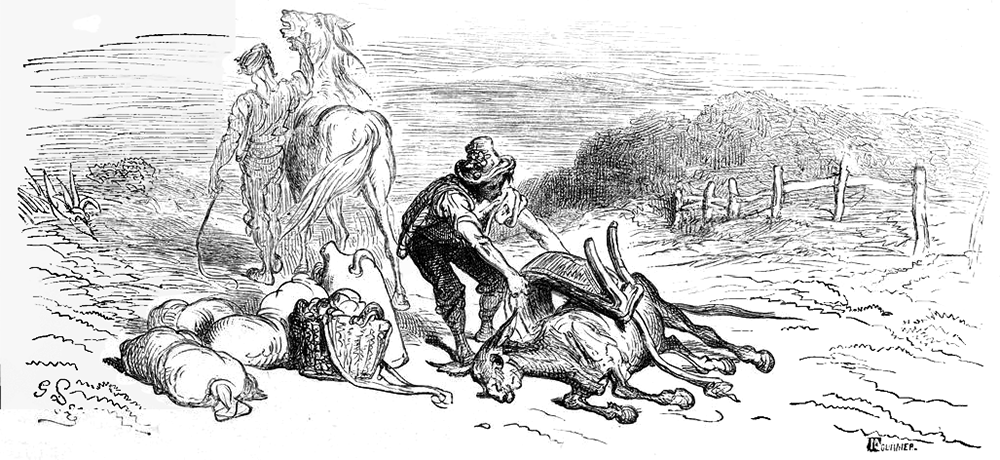
Gravure de Gustave Doré (1876)

En  ce monde il se faut l'un l'autre secourir :
                               Si ton voisin vient à  mourir,
                               C'est sur toi que le  fardeau tombe. 

Un  Âne accompagnait un Cheval peu courtois (1), 
Celui-ci ne portant que son simple harnois,
Et le pauvre Baudet si chargé (2) qu'il succombe.
Il pria le Cheval de l'aider quelque peu :
Autrement il mourrait devant qu'être (3) à la ville. 
" La prière, dit-il, n'en est pas incivile : (4)
Moitié de ce fardeau ne vous sera que jeu. " 
Le Cheval refusa, fit une  pétarade : (5)
Tant qu'il vit sous le faix mourir son camarade,
               Et reconnut qu'il avait  tort.
               Du Baudet, en cette  aventure,
               On lui fit porter la voiture, (6)
               Et la peau par-dessus  encore.

Vocabulaire
(1) d'une politesse gracieuse, comme celle des gens de la cour. Dans les discours solennel, on prononçait courtouet qui rimait avec harnois prononcé harnouet.
(2) étant si chargé
(3) avant d'être
(4) impolie
(5) pets. Expression populaire : "aller par bonds, à ruades et pétarades"
(6) Ce qu'on voiture, qu'on charge, la charge d'une charrette, la charge d'une bête de somme